# Die Zeit, die Tag und Jahre macht, BWV 134a
Die Zeit, die Tag und Jahre macht, BWV 134a (El temps que fa els dies i els anys), és una cantata profana de Johann Sebastian Bach per al dia d'Any Nou, estrenada a Köthen, l'1 de gener de 1719.

## Origen i context
El text és de Christian Friedrich Hunold, professor de la Universitat de Halle, i, de fet, és una diàleg entre el Temps, com a expressió del passat, i la Divina Providència, com la del futur. Les dues figures al·legòriques apareixen el dia de Cap d'Any, i discuteixen sobre el futur de Anhalt-Köthen i del seu príncep Leopold, a qui està dedicada. Com era d'esperar anuncien un futur molt millor, encara que la situació present ja és insuperable. Inicialment se'n coneixia només un fragment, que fou catalogat en la primera edició de la societat Bach-Gesellschaft-Ausgabe com a tal, amb el títol de Mit Gnaden bekröne der Himmel die Zeiten, extret de l'ària de tenor. El text complet fou descobert per Philipp Spita, a finals del segle xix, i permeté la reconstrucció de la cantata. Bach la prengué com a base de la cantata BWV 134, composta l'any 1724, destinada al tercer dia de Pasqua.

## Anàlisi
Obra escrita per a contralt, tenor i cor; dos oboès, dos violins, viola i baix continu. Consta de vuit números; el tenor canta les parts encomanades al “Temps” i el contralt les de la “Divina Providència”.
1. Recitatiu (tenor i contralt): Die Zeit, die Tag und Jahre macht (El temps que fa els dies i els anys)
2. Ària (tenor): Auf, Sterbliche, lasset ein Jauchzen ertönen (O mortals, feu sentir la vostra alegrança)
3. Recitatiu (tenor i contralt): So bald, als dir die Sternen hold (D'ençà que els astres et són propicis)
4. Ària (duet de contralt i tenor): Es streiten, es siegen/prangen die künftigen/vorigen Zeiten (Es barallen, guanyen/resplendeixen, els futurs/els temps passats)
5. Recitatiu (contralt i tenor): Bedenke nur, beglücktes Land (Pensa, a més a més, país venturós)
6. Ària (contralt): Der Zeiten Herr hat viel vergnügte Stunden (El senyor dels temps té mant d'hores de gràcia)
7. Recitatiu (tenor i contralt): Hilf, Höchster, hilf, dass mich die Menschen preisen (Ajuda, Altíssim, ajuda els homes a suplicar)
8. Cor, tenor i contralt: Ergötzet auf Erden (Que salti la terra de goig)

Està formada per un conjunt de recitatius i àries, amb un únic cor final, una estructura molt pròpia de les cantates compostes a Köthen, que porta, gradualment, del passat al futur. La primera ària, número 2, correspon al Temps (tenor) i va amb l'acompanyament del primer oboè; la segona, número 4, un duet dels dos solistes amb una participació destacada dels violins, s'hi presenta una discussió sobre el pas del temps. A la tercera i última ària, número 6, la Divina Providència (contralt), només amb l'acompanyament del continu, promet futures benediccions. A l'últim recitatiu, número 7, s'imploren, un altre cop, noves benediccions al comtat i al seu príncep, s'inspira en un el Llibre de les Lamentacions (3.23). En l'últim moviment, número 8, el diàleg entre les dues al·legories, s'incrementa fins a les quatre veus, amb la participació del cor, feliciten, plens de joia, al príncep Leopold, Glückselige Zeiten, vergnüget dies Haus! (Que temps feliços delectin aquesta mansió!). La cantat té una durada aproximada d'uns quaranta minuts.

## Discografia seleccionada
- J.S. Bach: Complete Cantatas Vol. 10. Ton Koopman, Amsterdam Baroque Orchestra & Choir, Michael Chance, Paul Agnew. (Challenge Classics), 2004.
- J.S. Bach: Secular Cantatas Vol. 2. Masaaki Suzuki, Bach Collegium Japan, Damien Guillon, Makoto Sakurada. (BIS), 2011.
- J.S. Bach: Congratulatory and Hommage Cantatas. Helmuth Rilling, Gächinger Kantorei, Bach-Collegium Stuttgart, Ingeborg Danz, Marcus Ullmann. (Hänssler), 2000.
- J.S. Bach: Cantata BWV 134a. Wolfgang Unger, Leipziger Universitätschor, Pauliner Barockensemble, Mathias Koch, Nils Giesecke. (Thorofon), 1996.